# Вицемаршал
Вицемаршал (Корејски:차수, Ханџа: 次 帅) је војни чин у Северној Кореји. Често се преводи као заменик маршала.
Ранг је старији да од генерала и млађи од маршала КНА. Представља највиши ранг у Корејској народној армији и комбинован је војни-политички положај. Овај чин не постоји у Кинеској народној армији.
Еполета вицемаршала је у ствари превазиђени дизајн маршалске еполете у Совјетском Савезу, са додатим националним грбом Северне Кореје у средини маршалске звезде. Претходни изглед ранга је био грб Северне Кореје у центру еполете који је усвојен 1985, а модификован на данашњи стандард 1992. године.
Еквивалент овог ранга је био чин генерала у Југословенској народној армији.

## Занимљивости
Севернокорејески лидери — Ким Ил Сунг, Ким Џонг Ил и Ким Џонг Ун, никада нису носили титулу вицемаршала. Ким Ил Сунг и Ким Џонг Ил започели су војну каријеру са чином маршала Републике а касније су добили титулу генералисимус, а Ким Џонг Ун почео је војну службу у чину генерала армије, пар година касније је унапређен у чин маршала Републике а недавно је добио чин генералисимуса.